# Альборнос, Хиль Альварес Каррильо де
Гил (Жиль) Альварес Каррильо де Альборнос (исп. Gil Álvarez de Albornoz; 1302, Куэнка (Испания) — 24 августа 1367, Витербо) — испанский куриальный кардинал. Архиепископ Толедо с 13 мая 1338 по 17 декабря 1350. Великий пенитенциарий с декабря 1352 по 23 августа 1364. Кардинал-священник с титулом церкви Сан-Клементе с 17 декабря 1350 по декабрь 1356. Кардинал-епископ Сабины с декабря 1356 по 23 августа 1364. С 1353 года фактический правитель Папской области, предводитель папского войска.

## Биография
Представитель знатного испанского рода. Его мать была сестрой архиепископа Толедского (1328-1337) Химено де Луна (Jimeno de Luna). Обучался в Сарагосе. Изучал право в Тулузе.
Благодаря связям быстро сделал карьеру. Был членом королевского совета и элемозинарием короля Кастилии Альфонсо XI, архидиаконом ордена Калатравы.

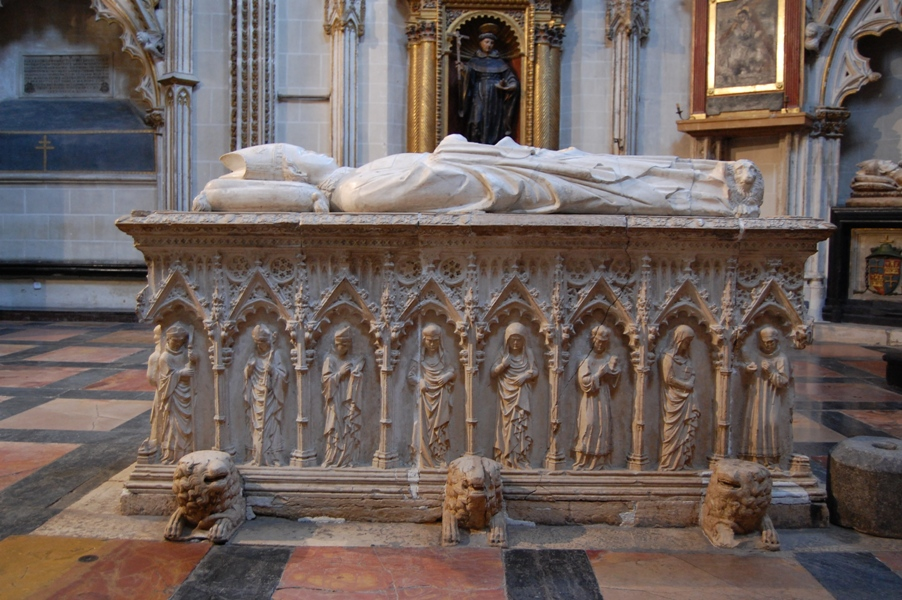
Саркофаг кардинала Альборноса в Капелле Сан-Ильдефонсо Толедского собора

С 1338 до 1350 год — архиепископ Толедо.
Участвовал в военных экспедициях. Сражался в битве при Саладо против Маринидов в 1340 году, при захвате Альхесираса в 1344 году возглавил отряд, собранный в своем архиепископстве.
Будучи архиепископом Толедо, провёл два реформаторских синода, один в Толедо в мае 1339 года, другой в Алькале в апреле 1347 года. В 1343 году он был отправлен к папе Клименту VI в Авиньон для того, чтобы договориться о налоге на доходы Церкви для крестового похода. Альборнос после смерти короля Альфонсо XI и восшествия на престол Педро I в марте 1350 года покинул Испанию и больше не вернулся на родину.
Поступил на службу Папы римского и получил из рук Климента VI кардинальскую мантию с титулом пресвитера римской Базилики Святого Климента.
Около 1353 года назначен одним из трёх трибуналов Римской курии. Генеральный викарий. С 1353 года — фактический правитель Папской области, предводитель папского войска.
В декабре 1355 года назначен кардиналом-епископом субурбикарной епархии Сабина-Поджо Миртето (Римской епархии).

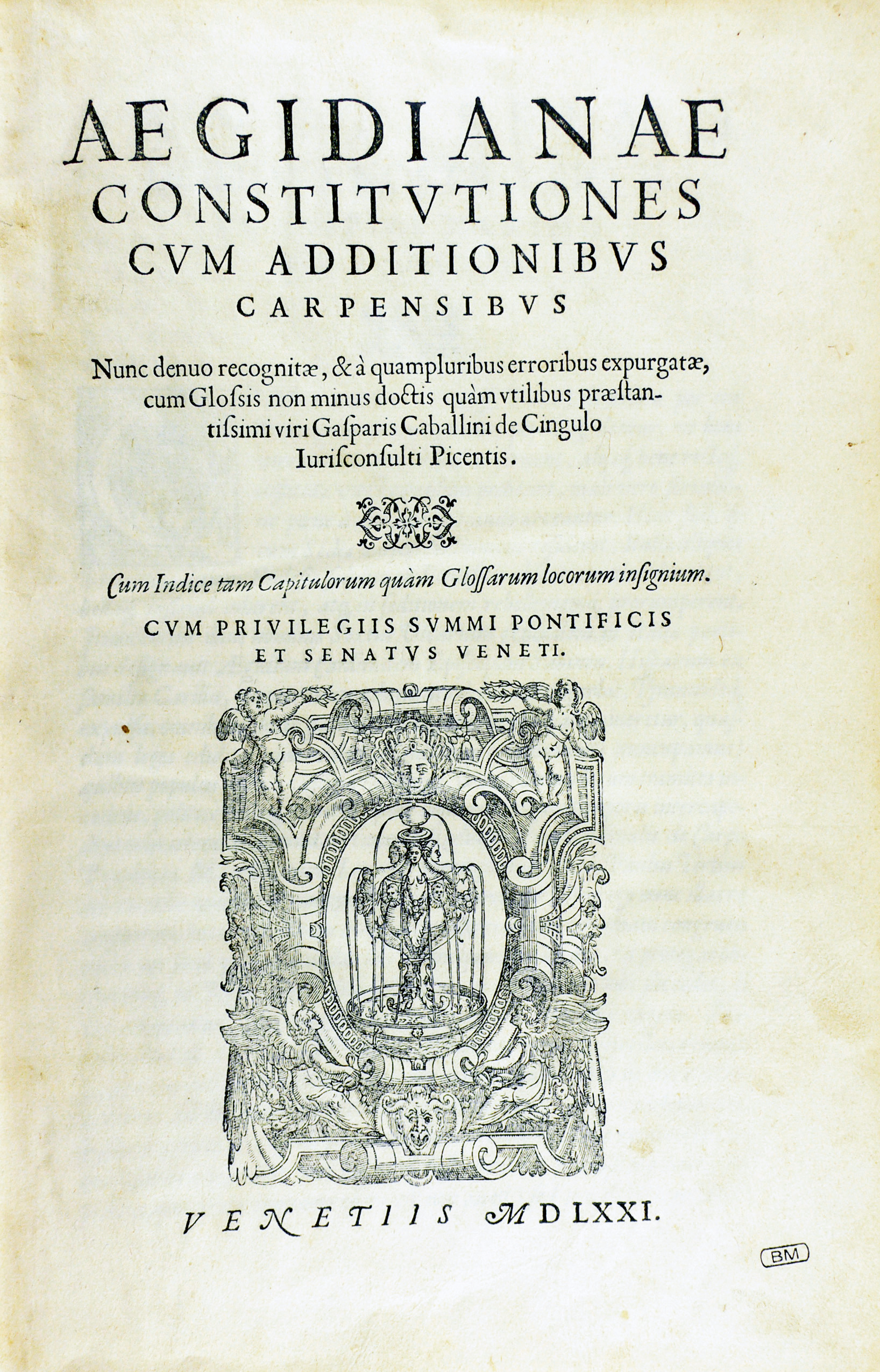
Aegidianae Constitutiones, 1571.

В 1357 году Генеральный викарий Альборнос издал «Конституции Святой Матери Церкви» (Constitutiones Sanctæ Matris Ecclesiæ) — свод законов Папской области, действовавший с середины XIV до начала XIX века.
В 1364 году основал Королевский испанский колледж в Болонье.
В 1367 году Папский легат в Болонье.